# Юсипец, Андрей Михайлович
Андрей Михайлович Юсипец (бел. Андрэй Міхайлавіч Юсіпец; род. 16 апреля 1967, Гомель) — белорусский футболист и тренер. В настоящее время тренер юношеского состава футбольного клуба «Гомель».

## Клубная карьера
Профессиональную карьеру начал в 1988 году в «Гомсельмаш». За 7 лет в клубе Юсипец принял участие в 210 матчах национального чемпионата и забил 56 голов. 3 матча в 1994 году провёл за «ЗЛиН». В этом же году перешёл в немецкий клуб «Алемания» из Ахена. В 1997 году вернулся в «Гомель» (в 1995 году клуб сменил название с «Гомсельмаш» на «Гомель»). Профессиональную карьеру футболиста закончил в 2004 году, выступая за «Ведрич-97»

## Карьера за сборную
Дебют за национальную сборную Беларуси состоялся 25 мая 1994 в товарищеском матче против сборной Украины (1ː3). Всего за сборную Юсипец провёл 11 матчей.

## Тренерская карьера
В следующем году после завершения карьеры футболиста, Юсипец стал помощником главного тренера «Гомеля». В сентябре 2008 года после отставки главного тренера гомельчан Леонида Борсука стал главным тренером клуба. Пробыл на этом посту чуть меньше года. С 2009 года занимает должность тренера в разных командах ФК «Гомель».